# Real Racing 3
Real Racing 3 é um jogo eletrônico de simulador corrida de 2013, com gráficos em 3D melhores e aprimorados, foi  desenvolvido pela Firemonkeys Studios e publicado pela Electronic Arts para Android, BlackBerry 10, iOS e Nvidia Shield. O jogo é a sequência de Real Racing 2 lançado em 2010.
Os recursos do jogo incluem mais de 45 circuitos em 20 locais do mundo real como Hockenheimring, Nürburgring, Spa, Indianápolis e Interlagos, e mais de 500 carros licenciados de 48 fabricantes, como Mercedes-Benz, Audi, Porsche, Lamborghini, Bugatti, Ford, Bentley, McLaren, Chevrolet, Aston Martin, Mazda, Renault, Lotus e Koenigsegg. Além de veículos da série NASCAR, Fórmula 1 e Fórmula E. Diferentemente dos jogos da série Real Racing anteriores, os jogadores precisam fazer a manutenção e o reparo de seus veículos, o que exige dinheiro no jogo e tempo no mundo real.

## Jogabilidade
No início do jogo, o jogador deve escolher (e comprar) um dos dois carros disponíveis: Nissan Silvia S15 ou o Ford Focus RS como o seu primeiro carro. O jogo está dividido em diferentes séries múltiplas, cada série é subdividida em vários níveis, e cada fase em 1-3 corridas individuais.

### Séries
Há mais de 150 séries no jogo, e somente determinados carros podem ser usados em uma determinada série (a maioria das séries permite a utilização de quatro veículos, embora algumas permitam dois, três, cinco ou seis). Quando um veículo é permitido numa determinada série pode ser utilizado em qualquer corrida dentro da série, com a exceção de corridas "demonstrativos", em que apenas um carro específico pode ser utilizado. Isto significa que as séries só podem ser completadas em 100%, quando o jogador adquirir todos os veículos utilizáveis para essa série, embora a grande maioria dos veículos possa ser usado em mais de uma série. Ao terminar de 25%, 50%, 75% e 100% de uma série, o jogador recebe moedas de ouro. Para atingir 100%, o jogador deve conseguir ouro em todas as corridas dentro de uma série.

### Níveis
Níveis: Cada série é dividida em cerca de 17 a 22 níveis, todos contendo de uma a três corridas. Ao entrar em uma série específica, apenas um nível está disponível, embora uma vez que um nível seja desbloqueado, todas as corridas dentro desse nível estarão disponíveis para jogar. Mais níveis são desbloqueados à medida que o jogador ganha troféus de bronze, prata e ouro nas corridas de um nível anterior, ou podem ser desbloqueados com o uso de moeda do jogo ou moedas de ouro. No primeiro nível de cada série, os carros da série são emprestados gratuitamente (isso se aplica somente à série principal, NÃO à série bônus).
- Ao contrário dos jogos de corrida real anteriores, os jogadores são obrigados a manter e reparar os seus veículos; se o jogador não mantiver tal manutenção, o desempenho do carro vai sofrer drasticamente. Realizar manutenção e upgrades exige dinheiro no jogo e também toma tempo do mundo real, muitas vezes até várias horas, dependendo do carro que estão sendo atendidas.

Outros aspectos de jogabilidade incluem nível de driver, no jogo da moeda, o tempo de espera, a unidade pontos (em atualização 1.2), serviço VIP (em atualização 1.3.5) e os membros da tripulação (a partir de atualização 1.4.0)

## Nível do driver
O jogador começa o jogo no driver nível 0, e aumenta sua posição como também / "pontos de fama" ao ganhar corridas. Cada vez que um nível mais elevado do motorista é atingido, é recompensado com moedas de ouro. A cada aumento de nível, três moedas de ouro são concedidos, exceto em cada quinto nível quando cinco moedas de ouro é recebida.

## Moeda corrente no jogo
Há três tipos de moeda no jogo; "Motordólares" (referidas com "M$"), "Dólares Real" (referidas como "R$") e moedas de ouro. M$ e R$ são ganhos por completar corridas, terminando em cada trio de uma série, avançando nível de driver, completando voltas sem sair da pista ou bater em outros carros e corridas em dias consecutivos. As moedas de ouro são adquiridos apenas por terminar cada quarto de uma série, avançando para um nível mais elevado do motorista, ou completar realizações Centro de Jogo (em atualização 2.1). R$ pode ser usado para comprar novos carros, comprar upgrades, e pagar a manutenção. A M$ tem praticamente as mesmas funções. As moedas de ouro são usados para terminar rapidamente a manutenção, entregar os carros recém-comprados, sem esperar, desbloquear novos níveis, instantaneamente desbloquear carros, comprar upgrades de nível superior, personalizar carros e comprar carros que não estão disponíveis por R$. O jogador pode comprar M$, R$ ou moedas de ouro com dinheiro real na App Store, se assim o desejarem. Após o lançamento inicial do jogo, a 148Apps.com calculou que para ganhar R$ suficiente para comprar todos os carros no jogo seriam necessários mais de 472 horas de jogo, cobrindo 6.801 corridas, a uma média de 4 minutos 10 segundos por corrida e uma média recompensa de R$ 3,700 por corrida. Para comprar todos os carros no jogo usando o ouro comprado com dinheiro do mundo real custaria $503,22. Estes números não levam em conta quaisquer atualizações, reparos ou manutenção.

## Drive points
Introduzidas na atualização 1.2 em julho de 2013, os pontos de acionamento são necessários para o jogador participar de provas de tempo. Cada corrida custa um ponto de unidade. O jogador começa com dois pontos de acionamento, e só pode aumentar os seus pontos de acionamento máximo disponível, utilizando moedas de ouro. Cinquenta moedas de ouro aumenta o máximo de três, 100-4 e assim por diante. Quando o jogador fica sem pontos de unidade, eles podem usar moedas de ouro para obter uma recarga completa ou simplesmente esperar até que o jogo reabastece automaticamente os pontos (um ponto é reabastecido a cada 30 minutos).

## Os agentes
Introduzida na atualização 1.4.0 em outubro de 2013, os tripulantes podem ser contratados antes de cada corrida. O jogador tem a opção de contratar um gerente para cada R$ se a corrida é vencida, um agente duplo para a fama, se a corrida é vencida, e/ou um engenheiro Auto para limitar os danos a um carro, se a corrida é vencida. O jogador é livre para contratar ou não os agentes se assim o desejarem, ou todos os três. Cada membro da equipe custa uma moeda de ouro. De tempos em tempos, os membros da equipe oferece seus serviços gratuitamente.

### Comandos
Os comandos de Real Racing 3 é semelhante ao de seus antecessores. Ao jogador é dado sete métodos diferentes de controle: "Tilt A" possui direção acelerômetro (inclinação do dispositivo físico para a esquerda para virar à esquerda e à direita para virar à direita), auto acelerar e travão manual; "Tilt B" possui acelerômetro de direção , acelerador e travão manual; " Roda A" apresenta uma roda virtual na tela de direção para dirigir , auto acelerador e travão manual; "Roda A (Flipped)" é o mesmo que "Roda A", mas com o volante virtual na direita da tela e travão do lado esquerdo; "Roda B" apresenta um volante virtual para orientar, acelerador e travão manual; "Roda B (Flipped)" ; "Buttons" apresenta toque para dirigir (onde o jogador toca no lado esquerdo da tela sensível ao toque para virar à esquerda e à direita para virar à direita), auto acelerar e travão manual. Dentro de cada uma destas opções, o jogador pode modificar a quantidade de assistência à travagem e de direção auxiliar, bem como a seleção para ativar ou desativar o "controle de tração". Nas Tilt A e B, a sensibilidade do acelerómetro também pode ser modificada.

### Tipos de eventos
Real Racing 3 apresenta dez tipos diferentes de corrida; "Taça (Temos as variações em Nascar e Formula E)" (corrida básica contra 9-43 adversários ao longo de várias voltas); "Eliminação" (corrida contra sete adversários e a cada 20 segundo o carro que está em último lugar é eliminado, porém há eventos especiais de 10 segundos e com mais carros); "Resistência" (o jogador começa com 60 segundo de tempo, e deve chegar a uma certa distância antes que o tempo se esgote, tempo é adicionado, até um máximo de 90 segundo, por ultrapassar outros carros e completando voltas); "Um contra um" (uma corrida de dois carros); "Autocross" (o jogador deve completar uma certa parte de uma faixa dentro de um determinado tempo); "Recorde de Velocidade" (o jogador deve chegar a uma certa velocidade ao longo de uma única volta); "Velocidade Máxima" (o jogador deve completar uma certa parte de uma faixa, e deve cruzar a linha de chegada a uma determinada velocidade); "Arrancada" (uma corrida de dois cada um em num lado da pista); "Caçador" (ao adversário é dada uma vantagem contra o jogador e o jogador deve tentar reduzir a diferença e/ou ultrapassar o adversário, até o final da volta); "Contra o relógio" (o jogador deve completar uma volta tão rápido quanto possível, sem sair da pista nem colisões; corridas contra-relógio exigem driver points).

### Multiplayer
Quando inicialmente foi lançado, o jogo não oferecia um modo multiplayer "tradicional" (onde as pessoas em que estava online corria umas contra as outras), , em vez disso ofereceu um tipo de Multiplayer conhecido como "Time Shifted Multiplayer" (TSM), um sistema inventado pela Firemonkeys. A TSM trabalha gravando os tempos de volta de pessoas em cada corrida, e depois, quando o jogador que ficassem online, o jogo em si recriava esses tempos de volta, ou seja, a IA dos adversários no modo multiplayer realmente estavam emuladas nas voltas ocorridas por pessoas reais em outro momento, no entanto, o TSM não foi especialmente bem recebida como muitos críticos lamentaram a falta de um modo online "normal" do jogo. A 148Apps disse sobre a TSM, "Real Racing 3 utiliza tempos de corrida para gerar duplos controlados por IA que seguem caminhos quase perfeitas para cada corrida, em vez de espelhar as habilidades de seus criadores humanos, linhas de corrida e habilidade. Isto significa que não é realmente como correr contra amigos em tudo que os carros não fazem nada mais do que seguir um caminho a uma velocidade de algoritmos determinadas com base no tempo de gravação e os carros usados por amigos."
A partir do update 2.0 (dezembro de 2013), no entanto, um modo multiplayer mais tradicional foi disponibilizado, para até quatro jogadores. Torneios multiplayer semanais também estão incluídos, assim como tabelas de classificação multiplayer via Game Center.

## Carros e localizações

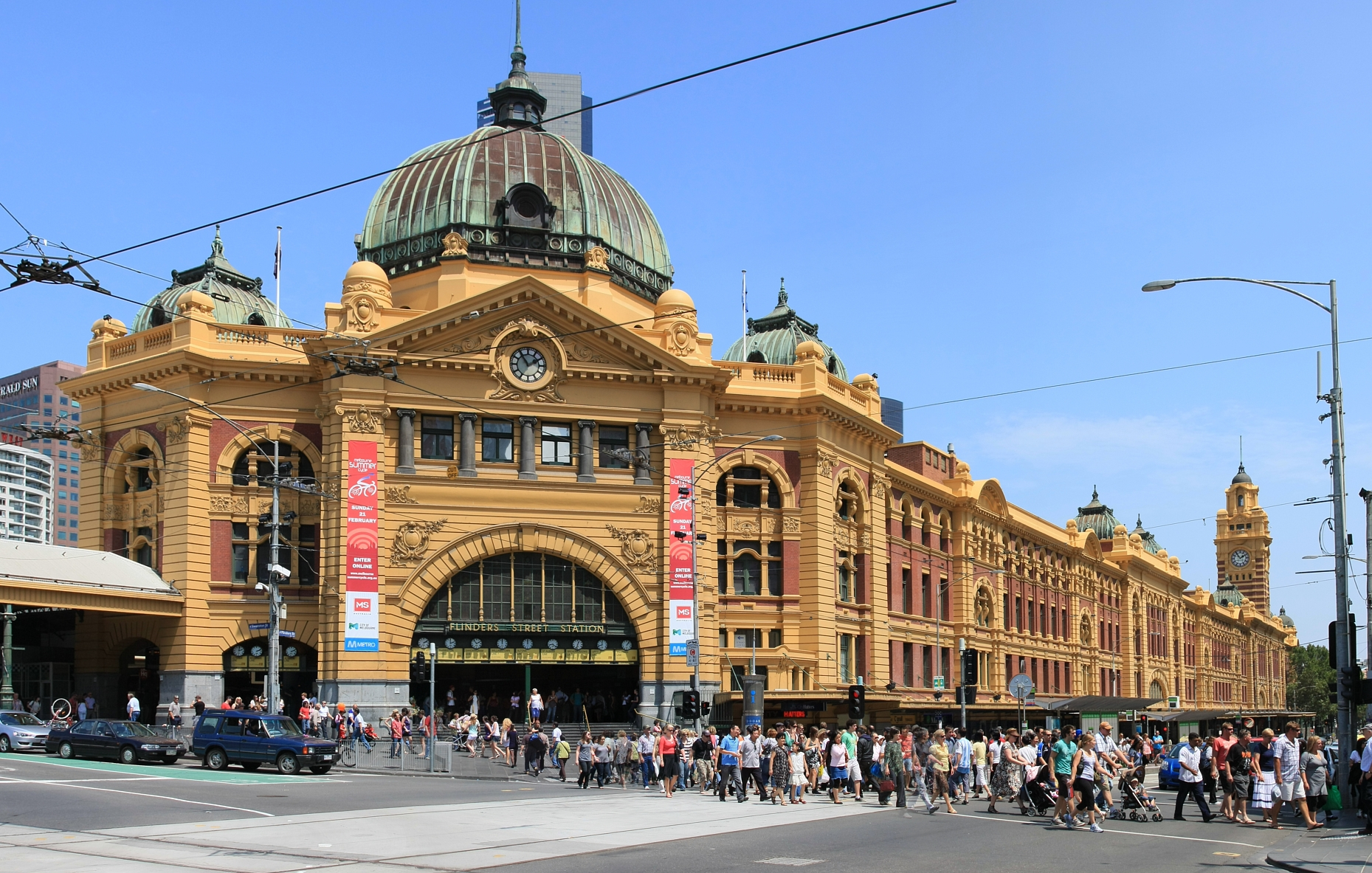
Além de ter lugar em várias pistas de corrida internacionais, Real Racing 3 inclui uma representação fictícia, mas geograficamente precisa sobre a Southbank, Melbourne, como a Flinders Street Station descrito como um dos marcos.

### Carros
O jogo apresenta atualmente mais de 500 carros oficiais e até 43 no grid de largada. Quando o jogo foi lançado com 46 carros, cada carro estava imediatamente disponível para compra. A partir da atualização 1.2, muitos carros têm agora de ser desbloqueados por ganhar um certo número de troféus antes de se tornarem disponíveis para compra.
Dentre os veículos incluídos estão Aston Martin Valkyrie, Chevrolet Corvette C6, Chevrolet Camaro ZL1, Nissan 350Z (Z33), McLaren F1, Ford GT FIA GT1, BMW Z4 GT3, Dodge Charger SRT8, Bugatti Veyron 16.4, Audi R8 LMS ultra, Lamborghini Aventador LP 700-4, Koenigsegg CCXR, Porsche 918 Spyder Concept, SRT Viper GTS, Mercedes-Benz SLS AMG GT3, Bentley Continental Supersports, Lexus LFA, Pagani Zonda R, Shelby 66' Cobra 427, Ferrari F12 berlinetta e Aston Martin V12 Vantage S, além de protótipos de Le Mans, e também carros leves, como Ford Focus RS.

### Pistas
O jogo atualmente inclui mais de 25 pistas de corrida do mundo real, além de um circuito de rua ficcional localizado em Melbourne e um circuito de testes da Porsche em Leipzig. As pistas são:
- WeatherTech Raceway Laguna Seca
- Circuito de Suzuka (Circuito Grand Prix, Circuito Oeste e Circuito Leste)
- Indianapolis Motor Speedway (Traçado de Rua e Speedway)
- Hockenheimring (Circuito Grand Prix, Circuito Nacional e Curto)
- Brands Hatch (Circuito Indy)
- Melbourne
- Mount Panorama
- Circuito de Spa-Francorchamps
- Silverstone (Circuito Grand Prix, Circuito Grand Prix Bridge 2009, Circuito Internacional e Circuito Nacional)
- Autódromo de Dubai (Circuito Grand Prix, Circuito Internacional, Circuito Nacional, Circuito Club, Circuito Hill e Circuito Oval)
- Circuito da Catalunha (Circuito GP, Circuito Nacional e Circuito Club)
- Circuit des 24 Heures
- Autodromo Nazionale Monza (Traçado de Rua e Traçado Mirim)
- Nürburgring (Circuito Grand Prix, Circuito de Sprint e Müllenbachschleife)
- Pista de Testes da Porsche (Circuito de Estrada - Longo, Circuito Dinâmico e Circuito de Estrada - Curto)
- Richmond International Raceway
- Daytona International Speedway (Traçado de Rua, Circuito de Motos e Speedway)
- Circuito de Hong Kong, Formula E (Temporada 3)
- Red Bull Ring (Circuito Grand Prix e Circuito Nacional de Südschleife)
- Circuito de Nova York, Formula E (Temporada 3)
- Circuit of the Americas (Circuito Grand Prix, Circuito Nacional e Circuito Club)
- Circuito Bugatti
- Circuito de Berlim, Formula E (Temporada 5) (Aeroporto de Tempelhof)
- Circuito de Fórmula E de Nova York (Temporada 5)
- Circuito de Yas Marina
- Circuito de Mônaco
- Circuito de Rua de Marina Bay
- Lime Rock Park (Circuito de Rua, Circuito Oeste e Circuito Sul)
- Interlagos (Circuito do Brasil)
- Sebring International Raceway (Circuito Escola, Circuito Johnson Club e Circuito Grand Prix)

Alguns dos circuitos acima, possuem vários layouts para jogar, dando um total de 59 percursos.

## Atualizações
Uma atualização a março 2013 adicionou a Chevrolet como um novo fabricante, introduzindo o Camaro ZL1, Corvette ZR1 (adicionado via o patch de correções de Maio) e o Cobalt SS. A próxima atualização maio adicionado a Lexus como um novo fabricante, duas variantes do Dodge Charger, e uma nova pista, o Autódromo de Dubai. As atualizações seguintes viu a introdução de Bentley e Mercedes-Benz, em julho; Shelby, em agosto; sete novos Porsche em setembro, incluindo o Porsche 911 RSR 2013; Ferrari, e outra nova pista, o Circuito da Catalunha, em outubro; três novas Ferraris e o Hyundai i20 WRC em novembro; o Lamborghini Veneno e o McLaren P1 em dezembro; e Aston Martin, em março de 2014. A atualização de abril de 2014 viu a introdução de vários carros monolugar, incluindo o Ariel Atom 3.5, a Caterham Sete 620R e o KTM X-Bow R, bem como a adição do Hyundai Veloster Turbo e Porsche 911 RSR 2014.Na atualização de junho de 2016, foram adicionados a Ferrari FXX K e a estreia de um novo fabricante, a Lotus, com três novos carros - Lotus Type 125, Lotus 3-Eleven, Lotus Exige 360 Cup. Atualmente há mais de 200 carros em diversas atualizações. Na atualização 8.0 temos um novo de tipo de moeda corrente - o M$. Junto com o M$, temos a Fórmula 1 fazendo parte de RR3.[carece de fontes?]